# Stein Mehren
Stein Mehren (Oslo, 16 de maig de 1935 - Oslo, 28 de juliol de 2017) fou un escriptor i poeta noruec, que també es va dedicar a l'assaig i a la dramatúrgia. Va debutar com a poeta amb l'obra Gjennom stillheten en natt (1960). Des de llavors va escriure més de cinquanta títols, la majoria de poesia. Entre els premis que va rebre destaquen els més habituals de la literatura noruega com és el cas de la Crítica noruega i el de l'Acadèmia noruega. El 1979 va rebre el Fritt Ord Award.

## Obra
- 1960 Gjennom stillheten en natt, poesía.
- 1961 Hildring i speil, poesía.
- 1962 Alene med en himmel, poesía.
- 1963 Mot en verden av lys, poesía.
- 1965 Gobelin Europa, poesía.
- 1966 Tids Alder, poesía.
- 1966 Samtidsmuseet og andre tekster, ensayo.
- 1967 Vind Runer, poesía.
- 1968 Narren og Hans hertug, eller Stykket om fløytespilleren Hans van Nicklashausen og hans møte med stratenplyndrerne.
- 1969 Aurora det niende mørke.
- 1970 Maskinen og menneskekroppen – en pastorale, ensayo.
- 1971 Kongespillet – avviklingen av en myte, poesía y prosa.
- 1972 De utydelige. En europeisk roman, novela.
- 1973 Den store frigjøringen eller hva som hendte meg på siste sommerseminarium en dag jeg forsøkte å krype ut av sangkassen min, novela corta.
- 1973 Dikt for enhver som våger, poesía.
- 1974 Kunstens vilkår og den nye puritanismen, ensayo.
- 1975 De utydelige : en europeisk roman – 2. omarbeidede utg, novela.
- 1975 Menneske bære ditt bilde frem, poesía.
- 1975 En rytter til fots. Åpent brev til kulturister av alle slag, ensayo.
- 1975 Titanene : en europeisk roman.
- 1976 Den store søndagsfrokosten.
- 1976 Det opprinnelige landskapet, poesía.
- 1977 Myten og den irrasjonelle fornuft, ensayo.
- 1977 Det trettende stjernebilde, poesía.
- 1979 Vintersolhverv, poesía.
- 1980 50 60 70 80, ensayo.
- 1981 Den usynlige regnbuen, poesía.
- 1982 Galakse, tekster med illustrasjoner av Kai Fjell.
- 1982 Samlede dikt 1960-1967.
- 1983 Timenes time, poesía.
- 1984 Her har du mitt liv, ensayo.
- 1986 Corona. Formørkelsen og dens lys, poesía.
- 1987 Vår tids bilde som entropi og visjon. 5 postmoderne essays.
- 1989 Det andre lyset, poesía.
- 1989 Fortapt i verden. Syngende, poesía.
- 1990 Skjul og forvandling, poesía.
- 1991 Arne Nordheim. Og alt skal synge.
- 1992 Nattsol, poesía.
- 1992 Det forseglede budskap. Et essay om jeg-dannelse i lys av postmodernisme, mystikk og kjønnsroller.
- 1993 Dikt i bilder, poesía y dibujos.
- 1994 Evighet, vårt flyktigste stoff, poesía.
- 1999 Utvalgte dikt, poesía.
- 1999 Nattmaskin, poesía.
- 1999 Kjærlighetsdikt, poesía y dibujos.
- 1999 Hotel Memory, poesía.
- 2000 Ark, poesía.
- 2001 Ord av Stein Mehren.
- 2002 Den siste ildlender, poesía.
- 2004 Imperiet lukker seg, poesía.
- 2004 Samlede dikt 1973-1979.
- 2005 Nye bilder, tidlige dikt, poesía y dibujos.
- 2006 Anrop fra en mørk stjerne, poesía.
- 2007 I stillhetens hus, poesía.
- 2008 Ordre, poesía.